# Lie to Me (5 Seconds of Summer)
Lie to Me è un singolo del gruppo musicale australiano 5 Seconds of Summer, pubblicato il 21 dicembre 2018 come quarto estratto dal terzo album in studio Youngblood.
Il singolo ha visto la collaborazione della cantante statunitense Julia Michaels.

## Video musicale
Il video musicale è stato pubblicato il 18 gennaio 2019 sul canale Vevo-YouTube del gruppo.
Il 1º febbraio 2019 è stato pubblicato un secondo videoclip in versione acustica nel quale si vede il gruppo suonare in uno strapiombo.